# Ирмтруда фон Ветерау
Ирмтруда фон Ветерау (Ирминтруд, Ерментруда) (на немски: Irmtrud von der Wetterau, Irmintrud; * 972, † след 1015) от фамилята на Конрадините, е наследничка на Графство Глайберг и чрез женитба графиня на Мозелгау и в Хесенгау.

## Произход
Тя е дъщеря на пфалцграф Хериберт фон Ветерау (925 – 992) и съпругата му Ирмтруда (957 – 1020), дъщеря на граф Мегингоц фон Гелдерн и Герберга Лотарингска, внучка на Шарл III, крал на Западнофранкското кралство.

## Фамилия
Ирмтруда Ирмтруда се омъжва ок. 988 г. за Фридрих Люксембургски, граф в Мозелгау и в Хесенгау (* 965; † 6 октомври 1019) от фамилията Вигерихиди. Те имат най-малко десет деца:
- Хайнрих VII († 14 октомври 1047), граф, 1042/47 херцог на Бавария
- Фридрих II († 28 август 1065), 1046 херцог на Долна Лотарингия, ∞ I. Герберга от Булон (* 1008, † 1059 в Белгия); II. Ида Билиунг от Саксония
- Адалберо III (* 1010, † 13 ноември 1072), 1047 – 1072 епископ на Мец
- Гизелберт († 14 август 1056/59), 1036 граф на Салм, 1047 граф на Люксембург
- Дитрих, 1012/57 доказан
- Херман I (* 1012/15, † 1062/1076), 1046/57 доказан, наследява половината Графство Глайберг
- Огива (* 995; † 21 февруари 1030); ∞ 1012 г. за Балдуин IV († 1035), граф на Фландрия (Дом Фландрия)
- Гизела (* 1007, † сл. 1058); ∞ Рудолф фон Аалст, 1031 – 34/52 доказан
- Имица († сл. 2 август 1055); ∞ Велф II († 1030), граф на Алтдорф (Велфи)
- Уда (* 1016), 1045 абатиса на Saint-Rémy в Люневил.